# Скеля

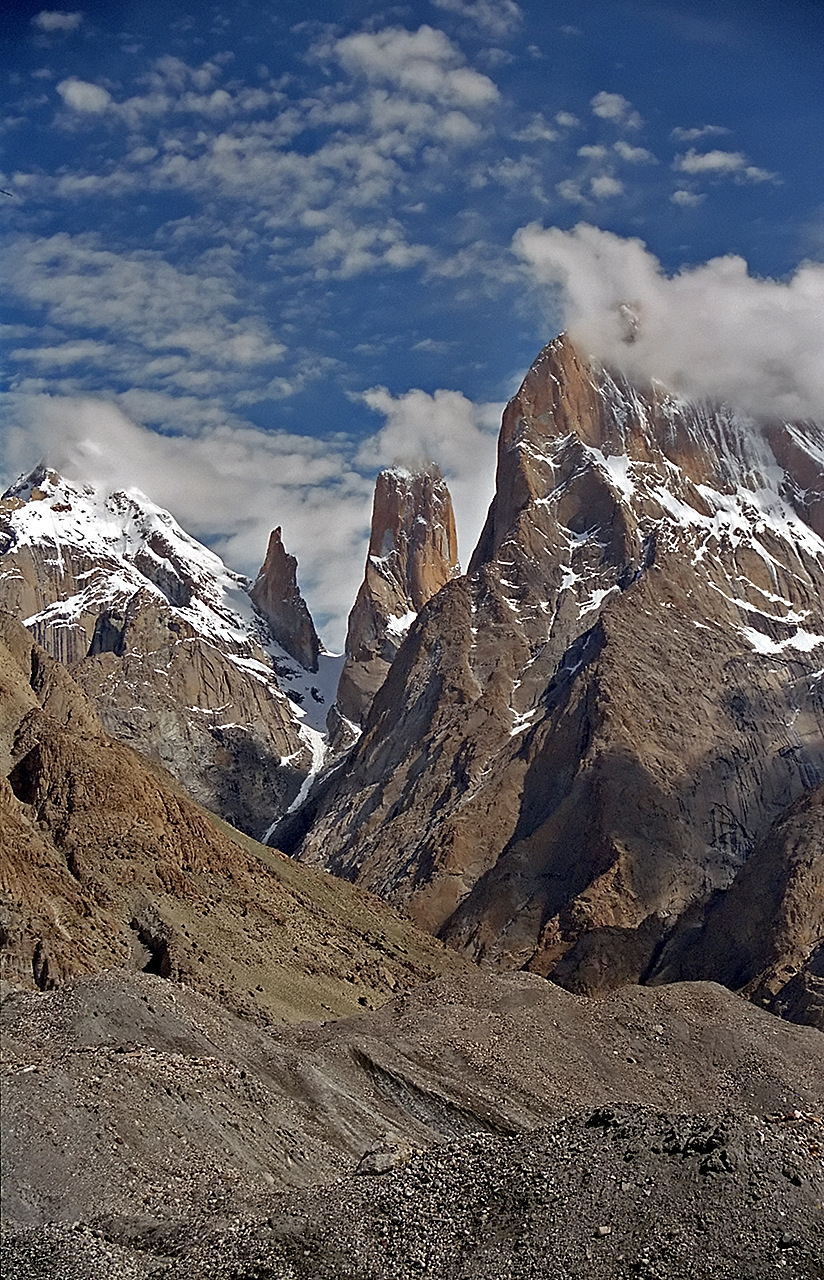
Великий Транґо (Пакистан)

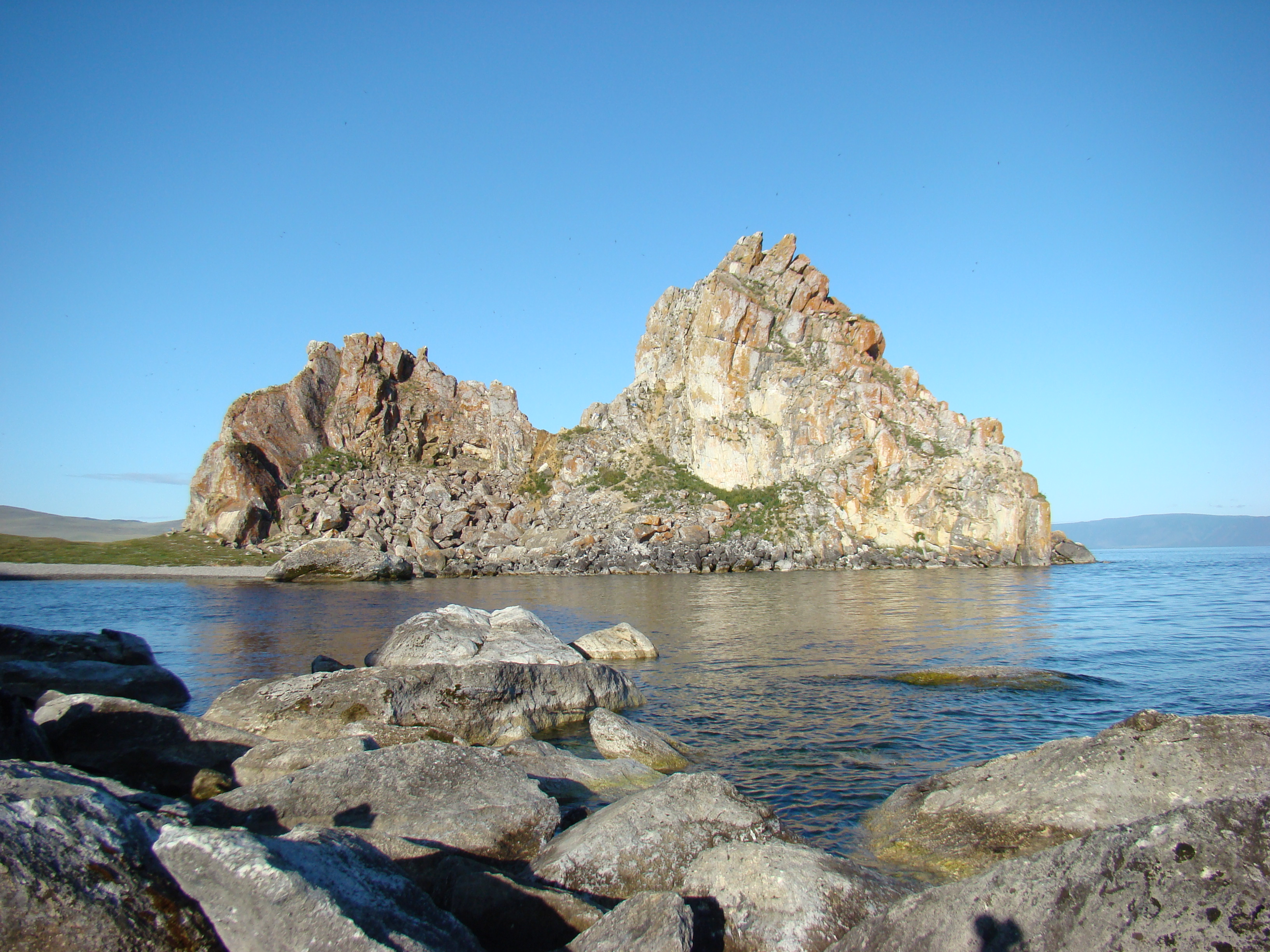
Скеля Шаманка на острові Ольхон

Скеля в геології — високий вертикальний або майже вертикальний виступ гірської породи. Якщо скеля оточена водою, то вона може утворювати невеликий острів.
За визначенням тлумачного словника української мови скеля — це кам'яна брила або гора з стрімкими схилами та гострими виступами. Синоніми: стрімчак, бескид, бескет, бескеття.

## Загальний опис
Скелі визначаються як ерозійні форми рельєфу через процеси ерозії та вивітрювання, які призводять до їхньої появи. Зазвичай вони утворені породою, стійкою до дії цих факторів. Скелі цього типу походження часто зустрічаються на морських узбережжях, вздовж річок та в гірських місцевостях. Серед осадових гірських порід, що найчастіше утворюють скелі, можна назвати пісок[джерело?], вапняк, крейду та доломіт. Магматичні породи, такі як базальт та граніт також часто утворюють скелі.
Більшість скель мають пологий схил біля підніжжя. В аридних зонах такий схил утворюється уламками породи самої скелі, а в зонах з більшою вологістю ці уламки переважно вкриті шаром ґрунту. Деякі скелі мають біля підніжжя водоспади або печери.

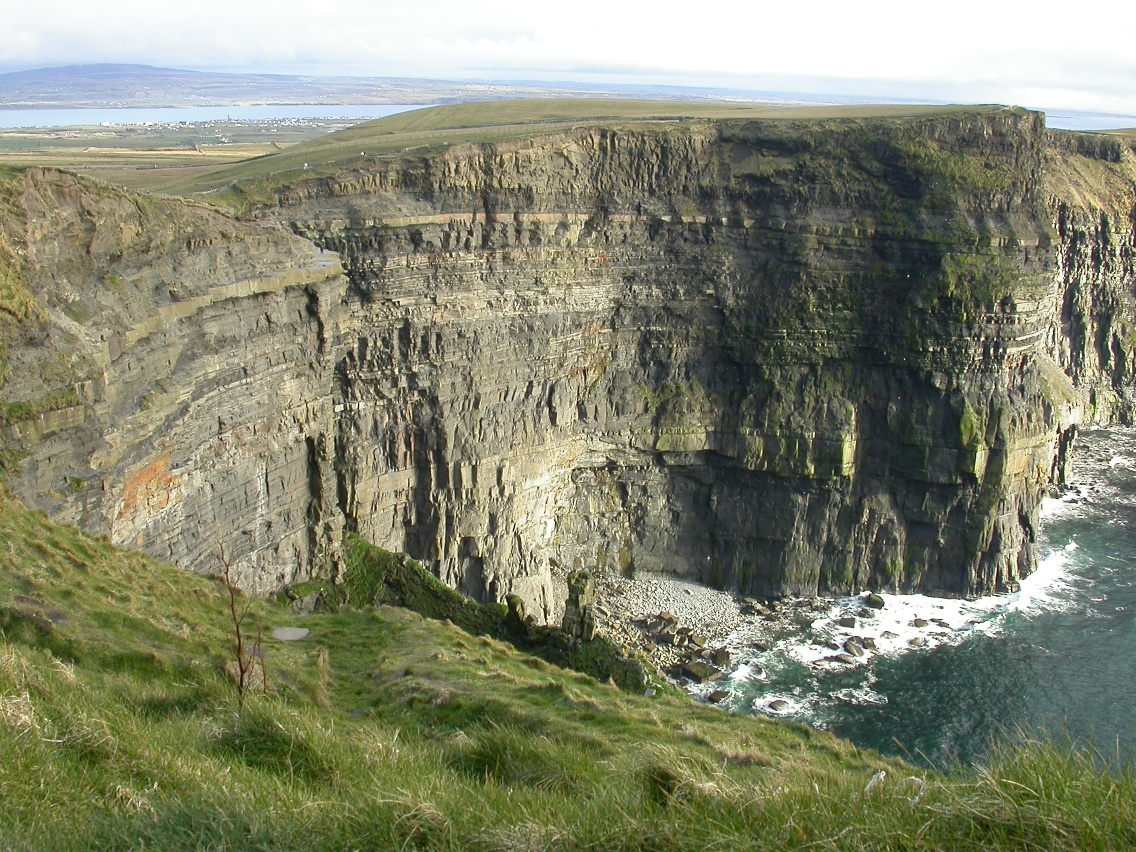
Кліффс-оф-Мазер (Материнські скелі) (Ірландія)

Враховуючи, що скеля не обов'язково має бути вертикальною, можливі різні точки зору з приводу того, чи є даний конкретний елемент рельєфу скелею, а також чи вважати скелею весь схил, чи лише вертикальну його частину. Така невизначеність робить майже неможливим створення повного списку скель тієї чи іншої території.
Згідно з деякими джерелами, найвищою скелею у світі (1340 м) є східний схил Великого Транґо в гірській системі Каракорум на півночі Пакистану (лише з урахуванням майже вертикальної частини, разом з прилеглим пологим схилом висота становить понад 1600 м).
Найвищі морські скелі (1010 м) розташовані в Калаупала на Гавайських островах (щоправда в середньому нахил їхніх схилів становить 60°). Проте найвищою справді вертикальною морською скелею варто вважати скелю на горі Тор (Баффінові острови, Канада) висота якої становить 480 м (висота всієї гори 1370 м). До того ж ця скеля є найдовшим абсолютно вертикальним елементом рельєфу на поверхні Землі — її довжина становить 1250 м.
Найвищою скелею в Сонячній системі, ймовірно, є уступ Верона (близько 15 км), що на Міранді, супутнику Урана.